# Инагуа

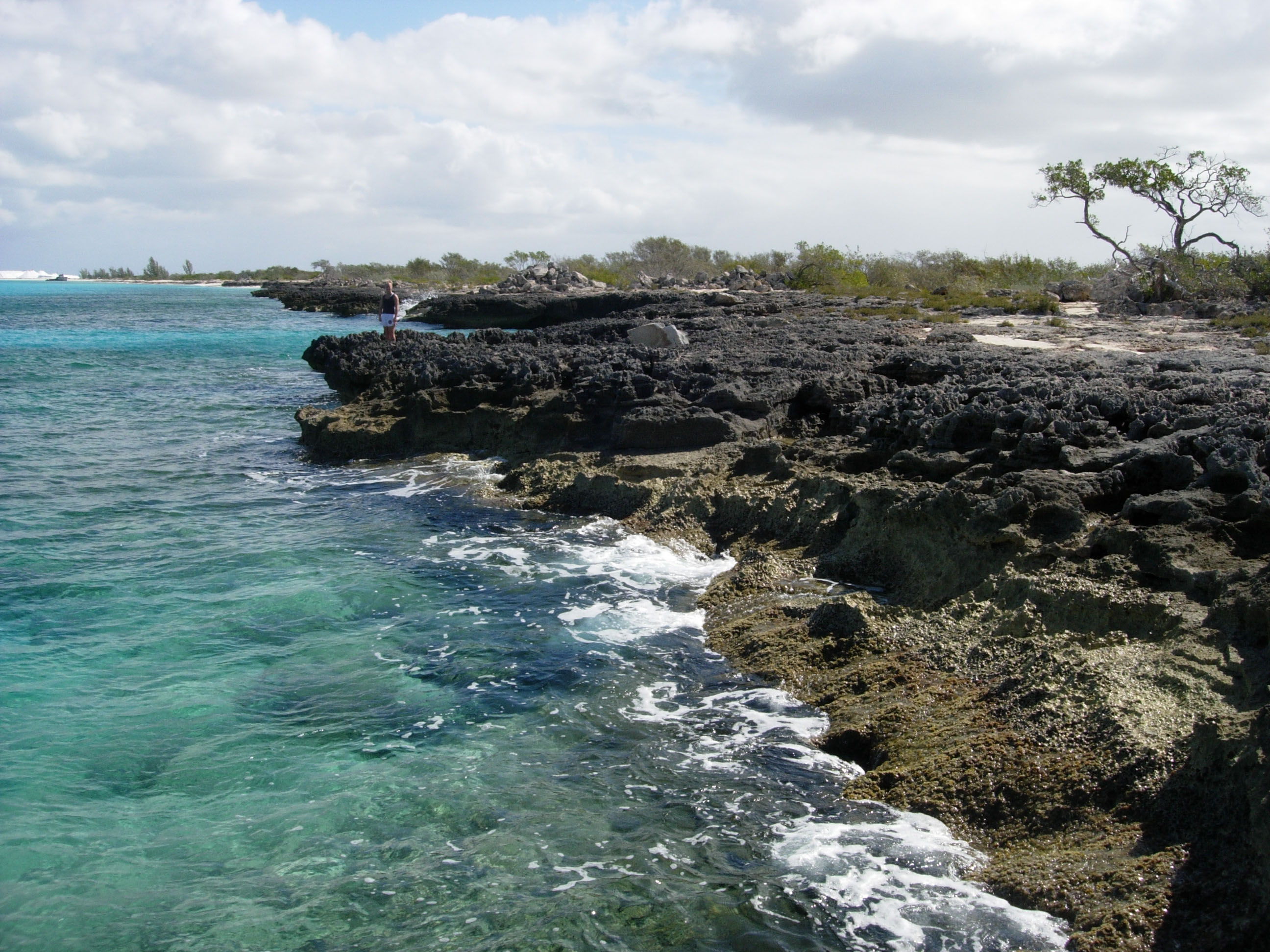
Северный берег Большого Инагуа. Риф сложен плейстоценовыми известняками

Ина́гуа (англ. Inagua) — самый южный район Багамских Островов, состоящий из островов Большой Инагуа и Малый Инагуа.

## Происхождение названия
Данное островам первопоселенцами название — «энеагуа» (Heneagua) было образовано от испанского выражения, означающего «здесь должна быть вода».
Другая интересная гипотеза происхождения названия островов утверждает, что это анаграмма от слова «игуана», которые водятся на острове в больших количествах (по данным официального веб-сайта Багамских островов).

## История
Местная легенда гласит, что бывший гаитянский тиран Анри Кристоф, король Гаити с 1811 по 1820 год, закопал клад на северо-восточной оконечности острова Большой Инагуа, где у него была летняя резиденция.
По имеющимся документам в период между 1500 и 1825 годами на окружающих Инагуа рифах потерпели крушение несколько нагруженных сокровищами судов. Двумя наиболее ценными судами из них являются испанские галеоны: «Санта Роза» (1599) и «Инфанта» (1788). Другие корабли с ценностями на борту — британские суда «Статира» и «Лоуэстоффе», затонувшие в 1802 году, и французское «Граф де Пэ» (Le Count De Paix), затонувшее в 1713 году.

## Большой Инагуа
Большо́й Ина́гуа (англ. Great Inagua) — третий по величине остров Багамских островов площадью 1544 км² (596 кв. миль), расположенный в 90 километрах (55 миль) от восточной оконечности Кубы. Остров 90 км в длину и 30 км в ширину. Самая высокая точка — Ист-Хилл (East Hill) (33 м). На острове несколько озёр, самое значительное — озеро Виндзор (Lake Windsor) 19 км длиной, которое занимает почти 1/4 площади острова. Население Большого Инагуа — 911 человек (по данным переписи 2010 года).
Административный центр и единственная гавань острова — город Матью-Таун, названный в честь Джорджа Мэтью (George Matthew), который был губернатором Багам в XIX веке. В городе находится основное предприятие компании по добыче соли «Мортон Солт Компани» («Morton Salt Company»), где ежегодно производится 500 000 тонн морской соли. Это второе по величине предприятие по выпариванию соли на солнце в Северной Америке и основная отрасль Инагуа. По соседству находится аэропорт Большого Инагуа (ИАТА: IGA, ИКАО: MYIG).
В центре острова находится крупный орнитологический заповедник, где обитает 80 тысяч вест-индских фламинго и много других экзотических видов птиц, таких как розовые колпицы, пеликаны, цапли, белые цапли и багамская шилохвость.

## Остров Малый Инагуа
Соседний остров Ма́лый Ина́гуа (англ. Little Inagua), лежащий к северо-востоку, необитаем. На нём находится сухопутный и морской парк. Площадь острова — 78 км². На острове водятся стада диких ослов и коз (потомков животных, завезённых французами). Окружающий Малый Инагуа риф мешает судам подходить близко к острову.

## Административное деление

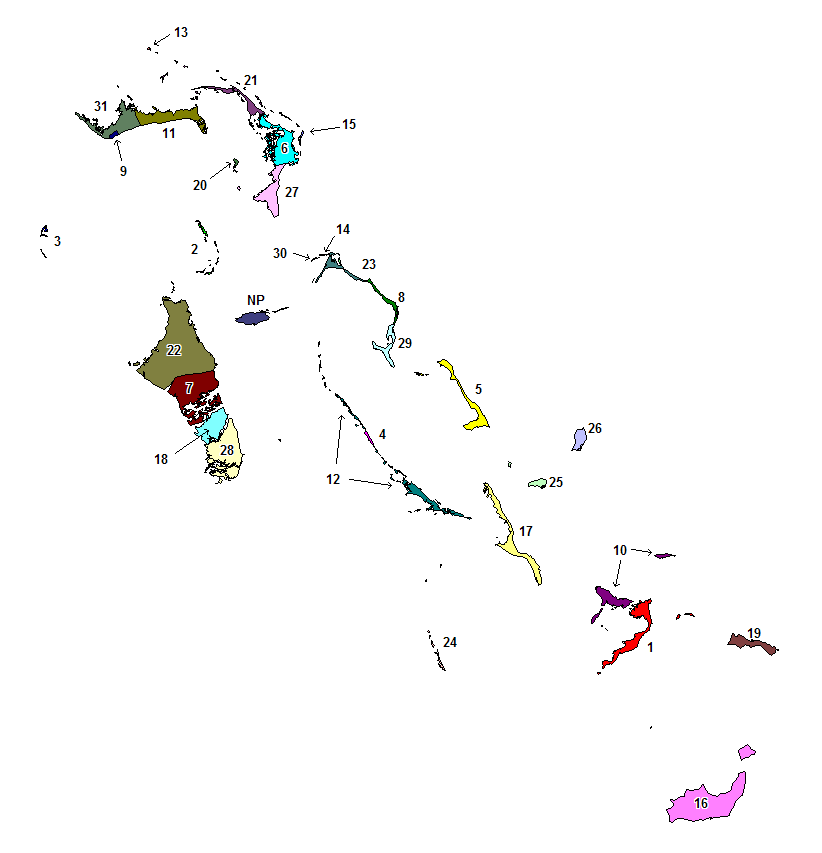
Карта районов Багамских островов

Инагуа — один из 32 районов Багамских Островов. На карте он обозначен номером 16. Административный центр района — населённый пункт Матью-Таун. Площадь района — 1671 км². Население — 911 человек (2010).